# بحث صرف

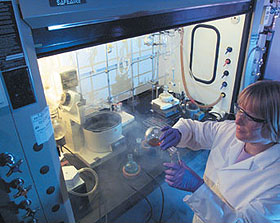

البحث الصرف Pure research، أو البحث الأساسي basic research، أو البحوث المبدئية هي بحوث تجرى لزيادة فهم المبادئ الأساسية، وليس المقصود منها أن تحقق فوائد تجارية فورية، مثل البحوث العلمية في الجامعات. ويمكن اعتبار البحوث الصرفة أو الأساسية ناشئة عن الفضول. ومع ذلك، على المدى القريب أو البعيد، فإنها تكون هي الأساس لكثير من المنتجات التجارية والأبحاث التطبيقية. مثل اختراع شبه موصل والترانزيستور واصبحت لها تطبيقات متعددة لا يستغنى عنها في حضارتنا المعاصرة.
اعتباراً من عام 2008، تقوم الجامعات والمعاهد بتنفيذ البحوث الصرفة بتمويل من قبل حكومة الولايات المتحدة. جميع الدول الصناعية المتقدمة مثل أمريكا وانجلترا وألمانيا وفرنسا والصين واليابان وكوريا الجنوبية وغيرها من الدول المتقدمة تموّل البحوث الأساسية بغية الاستفادة منها في سباق إنتاج منتجات جديدة تعود عليها بدخل كبير من التصدير، مثل التلفازات عالية التباين و هواتف المحمول والحواسيب. كما يستفاد منها في تقوية الجيوش والدفاع الوطني. فمثلا النظارة التي ترى في الليل أو في الظلام كانت أصلا من البحوث الأساسية في مجال علم البصريات.
ومثلا كان اختراع الترانزيستور (وكان من البحوث الاساسية) عاملا لتزويد صواريخ الولايات المتحدة بجهاز توجيه خفيف، فكان اختراع الواح الدارات المطبوعة من تطبيقات وزارة الدفاع الأمريكية وقامت بالصرف عليها. أراد الجيش الأمريكي زيادة دقة الصواريخ الموجهة، فكانت الكاميرات الرقمية، التي تستطيع توجيه الصاروخ بدقة حسب تضاريس الأرض وجغرافيتها وتقود الصاروخ إلى هدفه. ثم قام الجيش الأمريكي بطلب إنشاء منظومة بالأقمار الصناعية، بالتالي إنشاء نظام التموضع العالمي بهدف تمكين الصورايخ الباليستية في الوصول إلى هدفها بدقة عابرة للقارات والبحار. كما ساعدت الكاميرات الرقمية على التصوير من الأقمار الصناعية التايعة للجيش الأمريكي وإرسال الصور لحظيا إلى مراكز المتابعة الأرضية، من دون حاجة للكاميرات التي يصعب الحصول على صورها واعادة الصور إلى الأرض والتقاطها، ثم عمليات تحميض أفلام واظهار الصور مما تحتاج إلى وقت طويل.
كل تلك البحوث التي صرفت عليها وزارة الدفاع الأمريكية أموالا هائلة وتكاتف فيها العلماء للتوصل إلى حلول لها خلال سنوات طويلة، والاعتماد الكامل على التقنية الرقمية، قام بجمعها ستيف جوبز وجمع تلك التقنيات في هاتف المحمول في التسعينيات من القرن الماضي. ثم قام بعذ ذلك بإنتاج ثلاثة أجهزة محمولة وهم (آيبود) و (آيفون) و (آي باد) .

## في العلوم الأدبية والثقافية
في العلوم الأدبية والثافية وعلم الاجتماع مثل علم النفس وعلم الإنسان ، والبداغوجيا (علم التربية) و علوم اللغات، تقدم البحوث في تلك المجالات معلومات أساسية عن تطور الثقافات، و التطور الاقتصادي، والتطور الاجتماعي والنظم الاجتماعية. فهي تهيئ بذلك اساسا للاختيار بالنسبة للمسائل الإنسانية والاجتماعية التي تلح على حلها وما يتعلق بها من تحديات.

## علوم اساسية وصلتها بالعلوم التطبيقية
تهتم العلوم التطبيقية بالتقدم في التقنية والتكنولوجيا. وعلى عكس ذلك فإن العلوم الاساسية وبالتالي البحوث الأساسية تقدم معلومات علمية وتتيح الاستنباط المستقبلي، بالنسبة في العلوم الطبيعية وكذلك للعلوم الاستنباطية، التي تستخدم كأساس للعلوم التطبيقية. تعطي العلوم الأساسية «معلومات» تتيح استنباط تفسيرات لظواهر طبيعية، بينما تستخدم العلوم التطبيقية بعض أجزاء من العلوم الأساسية لتطوير الطرق التكنولوجية بغرض الحصول على شيء جديد.
تتقابل العلوم الأساسية والعلوم التطبيقية في البحث العلمي والتطوير
research and development.

## أمثلة للبحوث الأساسية
- بحوث خواص الضوء ، وقد قادتنا إلى التطبيق في البصريات الخلايا الضوئية والليزر،
- بحوث المغناطيسية ، وقد قادتنا التطبيق في محول كهربائي ، و المولدات الكهربائية ، وبناء محطات القوى ، وبناء معجلات الجسيمات ، وتسيير القطارات الكهربائية واختراع الترام،
- بحوث خصائص المادة مثل اليورانيوم ، وقد قادتنا إلى التطبيق في الإنشطار النووي وتوليد الكهرباء بواسطة الاشطار النووي،
- بحوث التبريد وقد قادتنا إلي التطبيق في اختراع الثلاجة ، و مغناطيس فائق الموصلية وتطبيقاته المتعددة،
- بحوث الكهرباء ، وقد قادتنا إلى التطبيق في قطار الحرمين السريع ، الهاتف والراديو والتلفاز ، و الهاتف المحمول ، و الأقمار الصناعية.